# Neurolaeneae
Neurolaeneae és una tribu de la subfamília de les asteròidies (Asteroideae).

## Particularitats
Aquesta petita tribu va ser creada per Rydberg el 1927 que la va classificar entre les Asteroideae.

## Gèneres
Compta amb els gèneres següents:
- Calea
- Enydra
- Greenmaniella
- Neurolaena